# Флёров, Иван Андреевич
Ива́н Андре́евич Флёров (24 апреля [7 мая] 1905, Двуречки, Тамбовская губерния — 7 октября 1941, Богатырь, Смоленская область) — Герой Российской Федерации (1995), командир первой в РККА отдельной экспериментальной батареи реактивной артиллерии, капитан.
С первых дней Великой Отечественной войны принимал участие в боях. Командовал на Западном фронте отдельной экспериментальной батареей реактивной артиллерии из установок БМ-13 («Катюша»). Впервые установки БМ-13 были опробованы в боевых условиях около 10 часов 14 июля 1941 года при обстреле города Рудня, а затем посёлка железнодорожников Орши и временной понтонной переправы через реку Оршица. 6 октября 1941 года капитан Флёров, находясь в окружении Вяземского котла, погиб в районе деревни Богатырь.

## Биография
Родился 24 апреля 1905 года (по другим данным — 6 апреля) в селе Двуречки (ныне — Грязинского района Липецкой области) в семье служащего. Окончив земскую школу, работал сначала в селе, затем учеником слесаря на Боринском сахарном заводе.
В 1926 году окончил школу фабрично-заводского ученичества (ФЗУ) при чугунолитейном заводе в городе Липецке. Здесь же, как один из лучших выпускников школы, некоторое время работал мастером производственного обучения.

### В рядах РККА
В 1927—1928 годах проходил срочную службу в Красной Армии, в артиллерийских частях.
В 1933 году был призван на 45-дневные курсы офицеров запаса и с того времени остался в армии.
В 1939 году был зачислен слушателем командного факультета Военной артиллерийской академии имени Ф. Э. Дзержинского.
Участник Советско-финской войны 1939—1940 годов. Будучи командиром батареи 94-го гаубичного артиллерийского полка, старший лейтенант Флёров отличился в боях при прорыве «линии Маннергейма».
В 1940 году за проявленный героизм во время Советско-финской войны в боях у озера Саунаярви награждён орденом Красной Звезды.
После окончания боевых действий вернулся к учёбе в академии. Жил в городе Балашихе Московской области.

### В годы Великой Отечественной войны
В первые дни войны капитан Флёров по предложению начальника академии генерал-майора Говорова был назначен командиром первой в Красной Армии особой батареи реактивного действия. 3 июля батарея, вооружённая семью экспериментальными боевыми машинами НИИ-3 М-13 на базе ЗИС-6 (позднее получившими название «Катюша») и одной 152-мм гаубицей, использовавшейся в качестве пристрелочной, была отправлена на Западный фронт.
Кроме того, в составе батареи были 1 легковая машина и 44 грузовые машины Для перевозки 896 реактивных снарядов М-13 (8 залпов для 7 установок, то есть 1 боекомплект) было достаточно 28 машин ЗИС-5, ещё 2 машины ЗИС-5 использовались для перевозки боекомплекта снарядов для гаубицы и стрелкового оружия, остальные 14 грузовых машин ГАЗ-АА использовались для перевозки личного состава и хозяйственных нужд.
Личный состав батареи составлял 198 человек. Вышло из окружения к своим 46 человек.
В ночь на 3 (4) июля 1941 года из Москвы по Можайскому шоссе, батарея капитана Флёрова И. А. выехала на фронт по маршруту: Москва—Ярцево—Смоленск—Орша. Через два дня (6 июля) батарея прибыла на место и вошла в состав частей фронтового подчинения Западного фронта. До 12 июля находилась на позиции в районе Борисова и только чудом сумела отойти до подрыва мостов. 13 июля находилась на фронте около города Орша. В период с 13 до 20 июля вошла в состав 20-й армии Западного фронта, 7 августа вновь выведена в состав частей фронтового подчинения Западного фронта и в этот же день направлена в 24-ю армию Резервного фронта по просьбе командующего Резервным Фронтом Жукова и на основании приказа Главкома Западного направления Тимошенко. В период 7—15 августа 2 экспериментальные установки вышли из строя и были направлены на ремонт в Москву. К 21 августа все оставшиеся 5 экспериментальных установок также были неисправны и к 1 сентября были заменены на 4 новые, серийные.
В 15 часов 15 минут 14 июля 1941 года капитан Флёров дал команду открыть огонь. Семь пусковых установок БМ-13 нанесли удар по скоплению живой силы и танков фашистов в Орше. За семь-восемь секунд батарея выпустила 96 реактивных снарядов. Одна установка не стреляла из-за сгоревшего кабеля. В 16 часов 45 минут был произведён второй залп — по переправе через реку Оршицу.
Другая версия гласит, что батарея капитана Флёрова в 10 часов утра 14 июля 1941 года накрыла сначала огнём скопление немецких войск на Базарной площади города Рудня. До упомянутого залпа по железнодорожной станции Орша оставалось ещё 5 часов и около 140 километров пути до новой позиции. Однако в Орше тогда стояли свои красноармейские части и свои эшелоны. Ведь до 16 июля 1941 года ни один немецкий солдат ещё не вступил в город. (См. издание Института военной истории МО СССР и Центрального архива МО СССР «Освобождение городов», М., Воениздат, 1985 г., стр. 179.) И ни одного немецкого эшелона не было на станции Орша ни 14, ни 15, ни 16 июля. Немцам после захвата каждой станции требовалось прежде всего переделать железнодорожные пути под более узкий европейский стандарт. Не 14, а 16 июля 1941 года, через два дня после боевого крещения в Рудне, батарея капитана Флёрова действительно стёрла с лица земли железнодорожную станцию Орша, но вместе с советскими эшелонами, чьи грузы, прежде всего цистерны с горючим, не должны были достаться врагу. Такова версия, более подробно изложенная историком Второй мировой войны — свидетелем первых залпов «Катюш» в 10 часов утра 14 июля 1941 года по Рудне — Андреем Сапроновым. 
После захвата Витебска и угрозы формирования котла, когда в окружение попадали советские войска, а командарм Конев и командующий западным направлением Ерёменко чудом избежали гибели или плена вместе со штабами, дислоцировавшимися в Рудне, сложилась критическая ситуация. Поэтому командование приняло решение нанести первые реактивные залпы именно на этом участке фронта. Обеспечить надёжное прикрытие организованного отступления войск и штабов трёх корпусов и 19-й армии под Рудней руководство 14 июля 1941 года поручило капитану Адильбекову Г.А. — командиру сводного танкового батальона, объединившего все боевые машины 102-го танкового полка 51-й танковой дивизии. В аналогичной ситуации, ещё 11 июля под Витебском он также прикрывал отступление пехотных подразделений. Залпы «Катюш» оказали поддержку танкистам в сдерживании наступающего 39-го моторизованного корпуса Гота.
По ещё одной версии, немцы вступили в Оршу утром 14 июля. В ночь с 13 на 14 июля станционные постройки и инфраструктура были подорваны подрывниками 26 железнодорожной бригады. На станции не было советских эшелонов: последний ушёл 12 июля. Не было и немецких — были взорваны все железнодорожные мосты, да и колея у немцев уже.
Версия, подкреплённая оперативными документами обеих сторон: 1-я мотострелковая дивизия и 115-й танковый полк 57-й танковой дивизии получили приказ отойти на восточный берег р. Оршицы с последующим направлением в район Копыси на Днепре в ночь с 11 на 12 июля. Уже 12 июля на восточном берегу Днепра восточнее 18-й сд на рубеже Елизаветино, Морозова, Чёрное развернулись 1-я мотострелковая дивизия и 115-й танковый полк в готовности нанести контрудар в направлении Стёпкова, Зубова. 73-й стрелковой дивизии была поставлена задача в ночь с 12 на 13 июля отойти за р. Оршицу. В ночь с 12 на 13 июля дивизия отошла и в 3:50 13 июля заняла рубеж обороны по р. Оршице от Селекты, Липки до Гатьковщины на Днепре, прикрывая дорогу, выходящую из Орши на автомагистраль. Таким образом, все советские части оставили Оршу в ночь с 12 на 13 июля, взорвав за собой железнодорожный мост в 4 км южнее Орши и дорожный мост в Орше. Временная переправа через Днепр между этими мостами осталась неразрушенной. 13 июля в 15:00 (моск. время) части немецкой 17-й тд вошли в Оршу, а к 20 часам (моск. время) заняли западную часть Орши, о чём сообщил 47-й армейский корпус. Город уже горел. Временная переправа была захвачена к 23:00 13 июля. Никаких залпов Катюш по Орше немецкая 17-я тд не зафиксировала ни 13, ни 14 июля. При этом были зафиксированы практически все залпы первых батарей — Флёрова по Рудне, Куна девятью установками в районе Печеничено, Денисенко двумя установками по 7-й тд и прочие. Откуда со всей очевидностью вытекает, что залпы по Орше батарея Флёрова сделала до вхождения немцев в Оршу, то есть до 15:00 13 июля. 12 июля батарея не могла стрелять по Орше, так как в городе ещё находились наши войска, а 14 июля батарея физически не могла стрелять по Орше, так как в районе 11 км севернее Орши до Аннибаловых уже не было наших войск, а была разведка 17-й тд противника. Таким образом, первый залп батарея Флёрова сделала по Орше до 15:00 13 июля. Вторым залпом батарея пыталась разрушить временный понтонный мост через реку Днепр, не взорванный советскими сапёрами. Мост уцелел.

19 июля батарея Флёрова произвела три залпа по городу Рудне, когда батальон 5-й пехотной дивизии сменял 12-ю танковую дивизию. Потери 5-й пд составили 11 человек убитыми и 60 человек ранеными от всех видов оружия. 20—22 июля действовала вдоль шоссе Москва—Минск в районе Слободы, Ерши-Невище, Ерши-Пустошь, Куприно. 5 августа батарея вышла из Смоленского котла. Последний залп в составе частей Западного фронта дала в 10:00 7 августа под Пнёво, прикрывая переправу советских войск.
Батарея в составе 42-го отдельного артиллерийского дивизиона в августе и сентябре принимала участие в боях под Ельней и Рославлем.
Последний бой батарея приняла вечером 6 октября в районе деревни Богатыри. Попав в засаду при прорыве из Вяземского котла, батарея вела бой до конца, а затем личный состав уничтожил все реактивные установки методом подрыва. В этом бою Флёров и большинство бойцов батареи погибли.
Осенью 1995 года группа вяземских поисковиков в 250-ти метрах западнее деревни Богатырь (Смоленская область, Угранский район) нашла погибших вместе с «Катюшами» артиллеристов. Были найдены останки 7 ракетчиков. Среди них опознаны останки капитана Флёрова. 6 октября 1995 года все останки перезахоронены рядом с обелиском у деревни Богатырь, установленным в память о подвиге ракетчиков.

## Награды
- Медаль «Золотая Звезда» Героя Российской Федерации (21.06.1995, посмертно)
- Орден Отечественной войны I степени (14.11.1963, посмертно)
- Орден Красной Звезды

## Память
В начале 1960-х годов Флёров был представлен к званию Героя Советского Союза. Представление было подписано командующим Ракетными войсками и артиллерией Сухопутных войск маршалом артиллерии К. П. Казаковым.
5 марта 1998 года приказом Министра обороны Российской Федерации № 111 Герой Российской Федерации капитан Флёров Иван Андреевич навечно зачислен в списки командного факультета Военной академии Ракетных войск стратегического назначения имени Петра Великого.
- На родине героя, в селе Двуречки, 9 мая 1975 года открыт мемориальный музей И. А. Флёрова.
- В честь подвига батареи сооружены памятники:
  - У деревни Богатырь (Смоленская область)
  - В городе Орша
  - В городе Рудня
  - В городе Балашиха
  - В городе Павлово (Нижегородская область)
  - У села Знаменка (Смоленская область)
  - В городе Грязи (Липецкая область). 8 мая 1982 года на постаменте установили гвардейский миномёт «Катюша», привезённый из Ржева участником войны А. И. Тимофеевым; памятник посвятили И. А. Флёрову.
- Установлены памятные доски:
  - В Москве, на доме № 7, по улице Поликарпова, где собиралась батарея капитана Флёрова.
  - В Балашихе, на доме № 6, по улице Флёрова, где он жил.
  - В Липецке, на доме № 64, по улице Советская, где он работал преподавателем в ФЗУ.
  - В Орше, на здании средней школы № 20.

Имя Флёрова носят улицы в ряде городов, сёл и деревень России, Беларуси (городе Орша), а также:
- Совхоз в Смоленской области
- Центральная площадь села Двуречки
- Средняя школа № 3 города Балашиха
- Средняя школа № 20 города Орши Витебской области Беларуси[30]
- Детская пионерская организация МБОУ СОШ № 47 города Липецка
- Аудитория на Командном факультете Военной академии РВСН имени Петра Великого в Балашихе
- артиллерийский дивизион 57-го мотострелкового полка[31]